# 陶爾米納古代劇場
陶爾米納古代劇場（義大利語：Teatro antico di Taormina）是義大利西西里島城市陶爾米納的一座古希臘劇場，修建於西元前三世紀。這座劇場的直徑達120（390英尺）。現在這座劇場仍然經常舉辦戲劇演出或音樂會。

## 外部連結

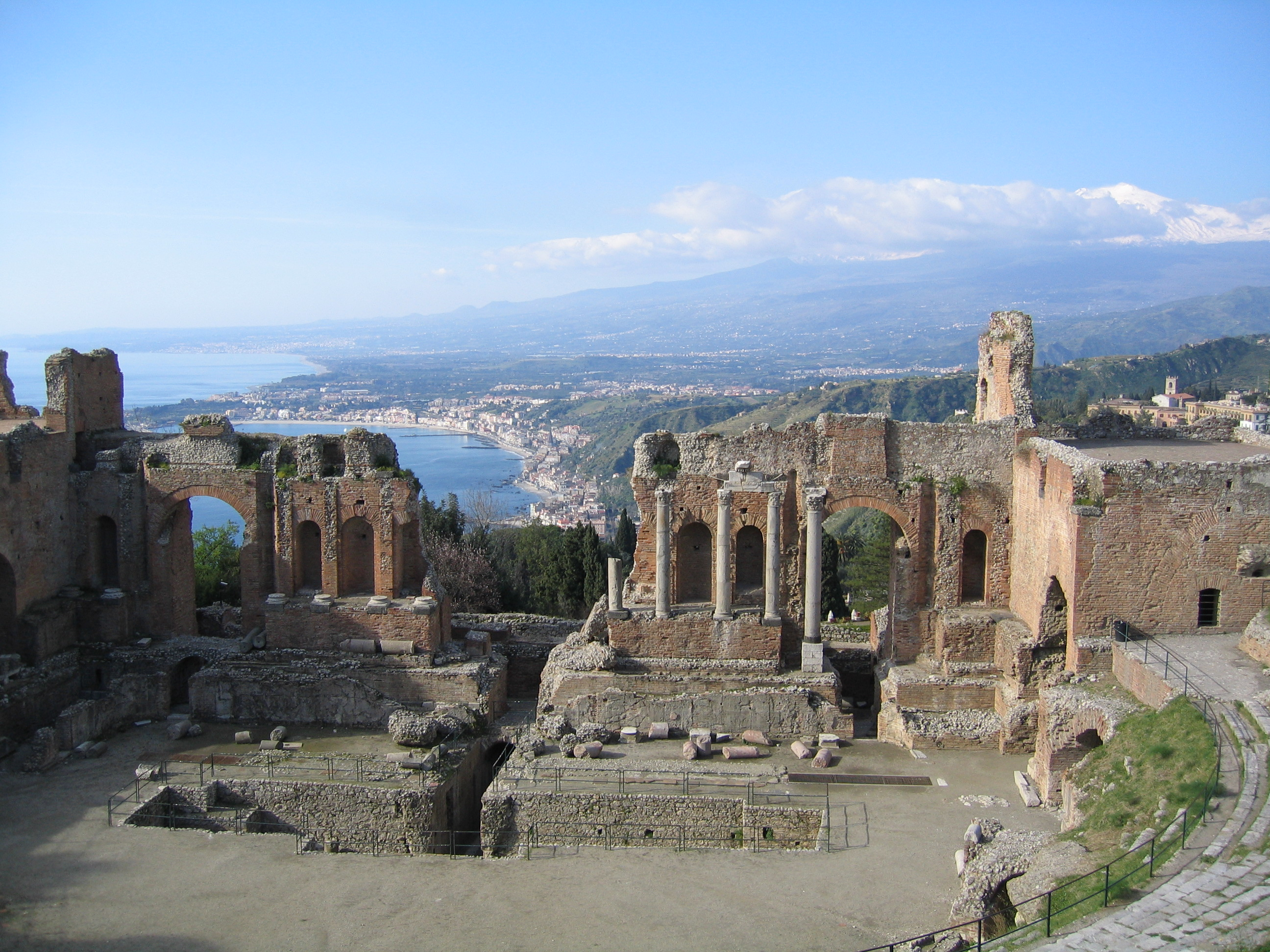
陶爾米納古代劇場

- View at 360° of Teatro antico di Taormina （页面存档备份，存于）
- TravelTaormina.com

37°51′8″N 15°17′32″E / 37.85222°N 15.29222°E